# Freder van Holk
Freder van Holk (eigentlich Paul Alfred Müller; * 18. Oktober 1901 in Halle; † 1. Januar 1970 in Murnau am Staffelsee) war ein deutscher Autor, bekannt vor allem durch seine Heftromanreihen und seine Science-Fiction-Literatur.

## Leben
Paul Alfred Müller, Rufname Alfred, arbeitete zunächst ab 1923 als Volksschullehrer. Er besuchte die Technische Hochschule und nahm anschließend ein Studium an der Universität Leipzig auf, das er als Gewerbelehrer abschloss. Bis 1930 arbeitete er als Berufsschullehrer und wurde dann Leiter der Abteilung Bau an der Meisterschule des Deutschen Handwerks in Leipzig.
Zu Beginn der 1930er Jahre begann Müller neben seiner Arbeit mit dem Schreiben. Gleich eines seiner ersten Werke, die Heftromanreihe Sun Koh, war ein großer Erfolg und beeinflusste über Jahrzehnte angehende Autoren wie Walter Ernsting und Herbert W. Franke. Dadurch ermutigt, machte er das Schreiben zu seinem Beruf, wobei er sich nicht auf ein Genre festlegte. Aus seiner Feder stammen Kriminal-, Wildwest- und Unterhaltungsromane sowie Science Fiction, utopische und phantastische Werke. Er schrieb auch die Heftromanreihe Jan Mayen, eine Nachfolgerin von Sun Koh, die aber nicht vergleichbar erfolgreich war.
1948 zog er nach Murnau am Staffelsee in Bayern um. Er blieb weiter sehr produktiv, der große Erfolg stellte sich aber nicht ein. Die Serie Rah Norten, der Eroberer des Weltalls wurde nach 20 Folgen eingestellt. Er beteiligte sich als Autor an Reihen wie Mark Powers und Kommissar X. Seinen Plan, mit Kim Roy an die Tradition von Sun Koh anzuknüpfen, konnte er vor seinem Tod am Neujahrstag 1970 nicht mehr verwirklichen.
Müller schrieb und veröffentlichte unter einer Vielzahl von Pseudonymen. Die Sun-Koh-Reihe wurde unter dem Namen Lok Myler veröffentlicht, die Neuauflage als Taschenbuch in den 1970er Jahren erschien unter dem Pseudonym Freder van Holk. Für die Serie Kommissar X schrieb er als Bert F. Island. Als weitere Autorennamen benutzte er P. A. Müller, P. A. Müller-Murnau, Lok Müller, Jan Holk und Werner Keyen. Insgesamt verfasste er mehrere hundert Unterhaltungsromane in einer Vielzahl von Genres.
Privat war Müller viele Jahre ein Anhänger der Hohlwelt-Theorie. Erst nach dem Start des Sputnik-Satelliten im Jahr 1957 rückte er von dieser Ansicht ab. Trotzdem scheiterte 1960 seine zunächst geplante Beteiligung an der Perry-Rhodan-Reihe daran, dass er sie in einer Hohlwelt und nicht im Weltall spielen lassen wollte. Bereits 1939 schilderte er die Menschheit im Innern einer hohlen Erde lebend: Der Roman Und sie bewegt sich doch nicht erschien zunächst unter seinem richtigen Namen. Eine bearbeitete Version veröffentlichte er 1951 unter dem Titel Und sie bewegt sich nicht und unter seinem Pseudonym Freder van Holk. Diese Ausgabe wurde auch noch 2013 verlegt.

## Bibliographie
Heftromanreihen
von Müller konzipiert und geschrieben:
- Sun Koh, der Erbe von Atlantis (1933–36, Bergmann-Verlag, Leipzig)
- Jan Mayen, der Herr der Atomkraft (1936–38, Bergmann-Verlag, Leipzig)
- Rah Norten, der Eroberer des Weltalls (1949–50, Bielmannen-Verlag, München)

Beteiligung als Autor:
- Mark Powers
- Kommissar X

Buchveröffentlichungen
- Hugo von Hofmannsthals Lustspieldichtung (1935, Dissertation 1934)
- Die Diamantenklippe (1936)
- Gesellschaftsreise – alles inbegriffen (1938)
- Blaue Kugel (1938, als Lok Myler, veränderte Neuauflagen 1941 und 1954, 2011 Neuauflage der Auflage von 1954 herausgegeben und mit einer Einleitung versehen von Heinz J. Galle und Dieter von Reeken)
- Die Seifenblasen des Herrn Vandenberg (1939, als Paul A. Müller)
- Und sie bewegt sich doch nicht (1939, als Paul A. Müller)
- Sonnenmotor Nr. 1 (1940)
- Und alle Feuer verlöschen auf Erden (1948)
- Vielleicht ist morgen schon der letzte Tag (1948)
- Der grosse Spiegel (1949)
- Attentat auf das Universum (1949)
- Die wachsende Sonne (Sammlung, 1950)
- Strahl aus dem Kosmos (1950)
- Die Geier (1950)
- Die Erde brennt (1951)
- Das Ende des Golfstroms (1952)
- Humus (1952)
- Weltraumstation (1952)
- Die Unsterblichen (1952)
- Die Narbe (1952)
- Unheimliche Leuchtscheiben (1953)
- Trauben aus Grönland (1953)
- Ferngelenkte Seelen (1954)
- Kosmotron (1955)
- Unter uns die Hölle (1955)
- Die entfesselte Erde (1957)
- Jenseits vom Licht (1958, als Werner Keyen)
- Menschen im Mond (1959, als Werner Keyen)
- Sprung über die Zeiten (1959, als Werner Keyen)
- Weltuntergang (1959)